# Pieńsk
Pieńsk (Duits: Penzig) is een stad in het Poolse woiwodschap Neder-Silezië, gelegen in de powiat Zgorzelecki. De oppervlakte bedraagt 9,9 km², het inwonertal 5925 (2005).
Pieńsk ligt aan de oostzijde van de rivier de Neisse. Aan de overzijde ligt Duitsland, het land waar Pieńsk tot 1945 deel van uitmaakte.

## Verkeer en vervoer
- Station Pieńsk

## Geboren
- Artur Albrecht (1903-1952), Duits oorlogsmisdadiger

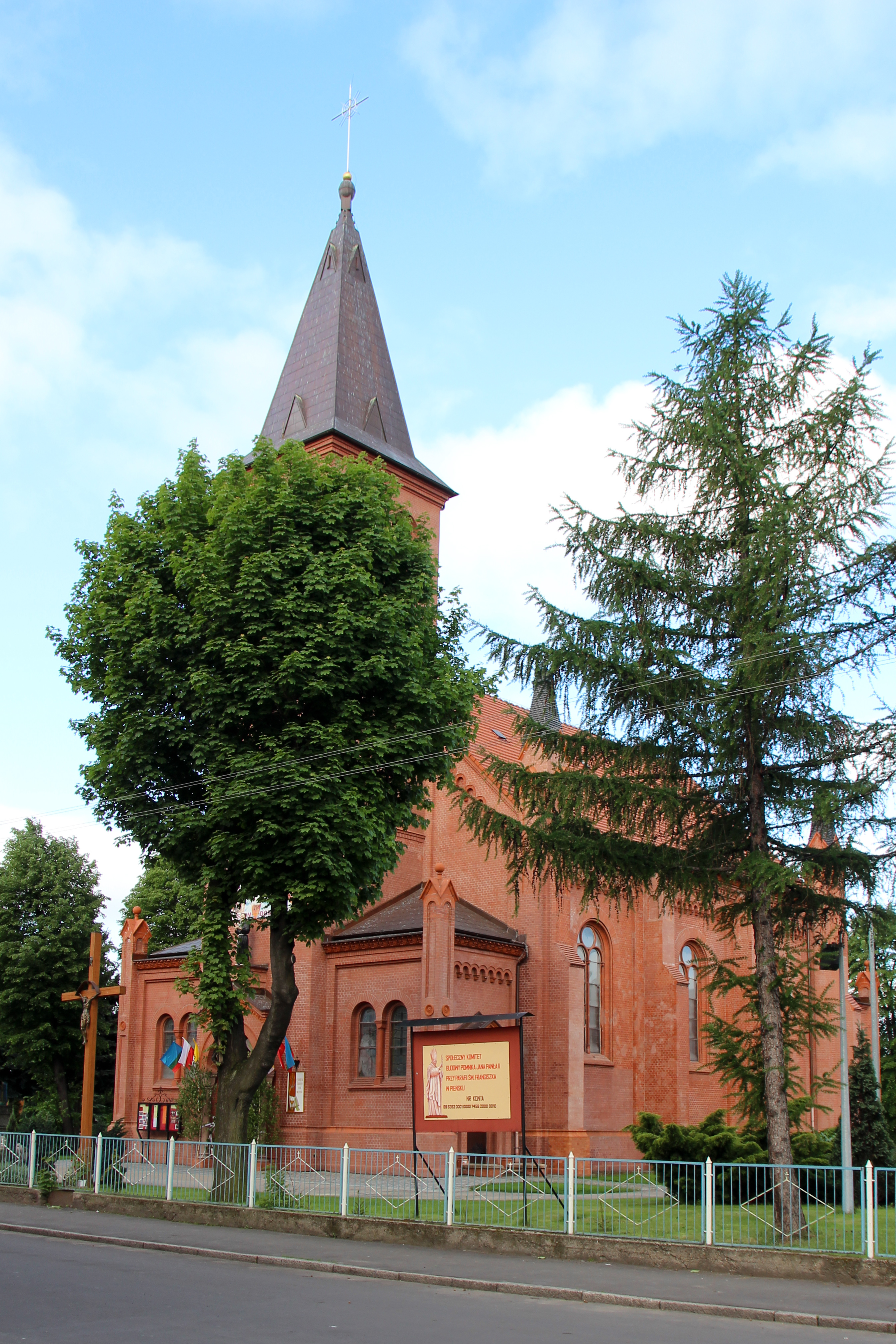
St.-Franciscus van Assisikerk